# Бакланка (Ростиловское муниципальное образование)
Бакланка — станция в Грязовецком районе Вологодской области.
Входит в состав Ростиловского муниципального образования (с 1 января 2006 года по 9 апреля 2009 года входила в Плосковское муниципальное образование), с точки зрения административно-территориального деления — в Плосковский сельсовет.
Расстояние до районного центра Грязовца по автодороге — 22 км, до центра муниципального образования Ростилово по прямой — 12 км. Ближайшие населённые пункты — Темниково, Неверово, Початково.
По переписи 2002 года население — 115 человек (48 мужчин, 67 женщин). Преобладающая национальность — русские (94 %).